# Guarnición de Ejército Campo de los Andes
La Guarnición de Ejército «Campo de los Andes» (Guar Ej Campo de los Andes) es una base del Ejército Argentino. Se localiza en la localidad homónima que forma parte del departamento Tunuyán, Provincia de Mendoza. Mide 104 000 ha.
La Guarnición se compone por el Regimiento de Caballería de Exploración de Montaña 15 «Libertador Simón Bolívar», el Batallón de Ingenieros de Montaña 8 «Barreteros de Cuyo» y el Establecimiento «Campo de los Andes».

## Historia
En 1902, el Gobierno de Argentina compró tierras para construir bases para su Ejército. Una de estas propiedades fue la conocido como «Estancia el Melocotón» de Ezequiel Tabanera. En este lugar se instaló la Guarnición de Ejército «Campo de los Andes».
En 1932, se estableció el Regimiento de Caballería 1, que en 1944 se mudó a Tandil.
La guarnición albergó la Compañía de Ingenieros de Montaña 8 y la Compañía de Telecomunicaciones 141. En 1976, el Ejército Argentino instaló un centro clandestino de detención en el cuartel de la Compañía de Telecomunicaciones 141.
En el año 2015, Tunuyán declaró Patrimonio Histórico Cultural al par de Torreones que yacen en la antigua entrada a la Guarnición.